# Imani-Lara Lansiquot
Imani-Lara Lansiquot (née le 17 décembre 1997 à Peckham) est une athlète britannique, spécialiste du sprint.

## Carrière
Pilier du relais 4 x 100 m britannique, elle remporte le titre aux championnats d’Europe 2018 et aux Jeux du Commonwealth de 2022 (à la suite de la disqualification pour dopage du Nigeria), devient vice-championne du monde en 2019 à Doha, décroche la médaille de bronze lors des Jeux olympiques de Tokyo en 2021 et lors des championnats du monde de Budapest 2023.
En 2018, elle porte son record personnel à 11 s 11 lors du meeting de Ligue de diamant à Londres, et atteint la finale du 100 m aux championnats d'Europe de Berlin où elle termine 5e en 11 s 14.
Le 30 juin 2019, à La Chaux-de-Fonds, elle améliore sa meilleure marque de référence de deux centièmes, à 11 s 09. Fin septembre, elle atteint les demi-finales des championnats du monde de Doha.
En 2020, dans une saison perturbée par la pandémie de COVID-19, elle remporte le titre national à Manchester en 11 s 26.
Le 16 juillet 2022, elle échoue à se qualifier pour les demi-finales aux championnats du monde de Budapest. Deux semaines plus tard, elle échoue à rejoindre la finale aux Jeux du Commonwealth de Birmingham. Mais à Munich, aux championnats d'Europe, le 16 août, elle se qualifie pour la finale et termine 5e en 11 s 21, d'une course remportée par l'Allemande Gina Lückenkemper en 10 s 99. Le relais britannique, favori pour l'or, ne termine pas la course, sur blessure de Dina Asher-Smith.
Le 1er février 2023, à Londres, elle porte son record du 60 m à 7 s 17. Le 29 mai, à Londres, en série d'une compétition locale, elle réussit 11 s 03 (+ 1,9 m/s) sur 100 m, record personnel amélioré de 6 centièmes, pour devenir la troisième meilleure performeuse britannique de l'histoire. Elle confirme ce même jour avec 11 s 06 en finale.
Quelques jours plus tard, elle confirme sa dynamique avec un podium en Ligue de diamant, à Florence, en terminant 3e en 11 s 16. Le 15 juin, elle réussit 11 s 10 à Oslo.
Le 8 juillet 2023, elle termine 2e aux championnats nationaux en 11 s 26, sécurisant ainsi sa sélection individuelle pour les championnats du monde de Budapest. Le 29 juillet, à Loughborough, elle porte son record à 11 s 01 (+ 1,7 m/s).
Lors des mondiaux, le 20 août, elle est disqualifiée pour faux-départ en séries du 100 m. Le 26, en fin de championnats, elle remporte avec ses coéquipières du relais la médaille de bronze en 41 s 97, meilleur temps de la saison, derrière les États-Unis et la Jamaïque.
Le 4 septembre, à Bellinzone, elle casse la barrière des 11 secondes pour la première fois de sa carrière, en réalisant 10 s 99 (vent nul) derrière la championne olympique Elaine Thompson-Herah (10 s 92). À 25 ans, Imani-Lara Lansiquot devient la troisième britannique de l'histoire à courir sous les 11 secondes, derrière Dina Asher-Smith (10 s 83) et Daryll Neita (10 s 90).

## Palmarès
| Date | Compétition                   | Lieu       | Résultat | Épreuve   | Temps   |
| ---- | ----------------------------- | ---------- | -------- | --------- | ------- |
| 2015 | Championnats d'Europe juniors | Eskilstuna | 5e       | 100 m     | 11 s 74 |
| 2015 | Championnats d'Europe juniors | Eskilstuna | 1re      | 4 x 100 m | 44 s 18 |
| 2016 | Championnats du monde juniors | Bydgoszcz  | 4e       | 100 m     | 11 s 37 |
| 2017 | Championnats d'Europe espoirs | Bydgoszcz  | 4e       | 100 m     | 11 s 58 |
| 2018 | Championnats d'Europe         | Berlin     | 6e       | 100 m     | 11 s 14 |
| 2018 | Championnats d'Europe         | Berlin     | 1re      | 4 × 100 m | 41 s 88 |
| 2018 | Coupe continentale            | Ostrava    | 2e       | 4 x 100 m | 42 s 55 |
| 2019 | Championnats du monde         | Doha       | 2e       | 4 x 100 m | —       |
| 2021 | Jeux olympiques               | Tokyo      | 3e       | 4 x 100 m | 41 s 88 |
| 2022 | Championnats du monde         | Eugene     | 6e       | 4 x 100 m | 42 s 75 |
| 2022 | Jeux du Commonwealth          | Birmingham | 1re      | 4 x 100 m | 42 s 41 |
| 2022 | Championnats d'Europe         | Munich     | 5e       | 100 m     | 11 s 21 |
| 2022 | Championnats d'Europe         | Munich     | finale   | 4 x 100 m | DNF     |
| 2023 | Championnats du monde         | Budapest   | 3e       | 4 x 100 m | 41 s 97 |
| 2024 | Relais mondiaux               | Nassau     | 3e       | 4 × 100 m | Séries  |
| 2024 | Jeux olympiques               | Paris      | 2e       | 4 × 100 m | 41 s 85 |

## Records
| Épreuve      | Temps        | Vent         | Lieu         | Date             |
| En plein air | En plein air | En plein air | En plein air | En plein air     |
| ------------ | ------------ | ------------ | ------------ | ---------------- |
| 100 m        | 10 s 99      | 0,0          | Bellinzone   | 4 septembre 2023 |
| 200 m        | 22 s 93      | +1,4         | Poznań       | 27 mai 2022      |
| 4 × 100 m    | 41 s 55 (NR) | —            | Tokyo        | 5 août 2021      |
| En salle     |              |              |              |                  |
| 60 m         | 7 s 17       | —            | Londres      | 1er février 2023 |